# The Original Human Being
The Original Human Being (nebo BC#5) je páté studiové album americké rockové skupiny Blue Cheer, vydané v září roku 1970.

## Seznam skladeb

### Strana 1
1. "Good Times Are So Hard to Find" – 3:22
2. "Love of a Woman" – 4:35
3. "Make Me Laugh" – 5:06
4. "Pilot" – 4:49
5. "Babaji (Twilight Raga)" – 3:46 (Instrumental)

### Strana 2
1. "Preacher" – 4:01
2. "Black Sun" – 3:31
3. "Tears in My Bed" – 2:06
4. "Man on the Run" – 3:58
5. "Sandwich" – 5:01
6. "Rest at Ease" – 5:35

## Sestava
- Dickie Peterson – basová kytara, kytara, zpěv
- Bruce Stephens – kytara
- Paul Whaley – bicí
- Gary Lee Yoder – kytara, harmonika, zpěv, harfa
- Ralph Burns Kellogg – klávesy, piáno, syntezátor, basová kytara
- Norman Mayell – kytara, perkuse, sitár, producent, bicí